# Operace Iridium
Operace Iridium byl krycí název pro paradesantní výsadek vyslaný během II. světové války z Anglie na území Protektorátu Čechy a Morava. Výsadek byl organizován zpravodajským odborem exilového Ministerstva národní obrany a byl řazen do druhé vlny výsadků.

## Složení a úkoly
Desant tvořili npor. Miroslav Špot, npor. Miroslav Křičenský, rtm. Vladislav Soukup a radista des. Bohumír Kobylka. Úkolem výsadku bylo organizovat odboj, provádět zpravodajskou činnost a informace předávat prostřednictvím radiostanice do Londýna. Pro tuto činnost byla skupina vybavena stanicí s krycím názvem Anna.

## Činnost
14. března 1943 byl letoun Handley Page Halifax Mk V DG245  s imatrikulací MA – W ze stavu 161. squadrony RAF při návratu z nezdařeného výsadku sestřelen v oblasti Mnichova německou protileteckou obranou. Spolu s posádkou ve složení:
- F/Lt Alfred Ellis Prior DFM, RAFVR – pilot
- Sgt Francis Douglas  Bell RAFVR –  zadní střelec
- Sgt John Henry Kempton RAFVR – střelec/dispečer
- F/O Alfred John  Kingham RAFVR –  2. pilot
- P/O George McWilliam RAFVR –  radista
- Sgt Felix James  Mowles RAF –  letový inženýr
- F/O Richard Winter Taylor DFC & Bar RCAF –  navigátor,

zahynuli i členové operace Iridium. Ostatky uhořelých parašutistů byly uloženy na mnichovském hřbitově v Perlacherském lese (Friedhof am Perlacher Forst). Česká republika několik let jednala s bavorskou stranou o přemístění ostatků. V dubnu 2025 ředitel odboru pro válečné veterány a válečné hroby ministerstva obrany Robert Speychal oznámil, že v nejbližší době dojde k jejich převozu do ČR.

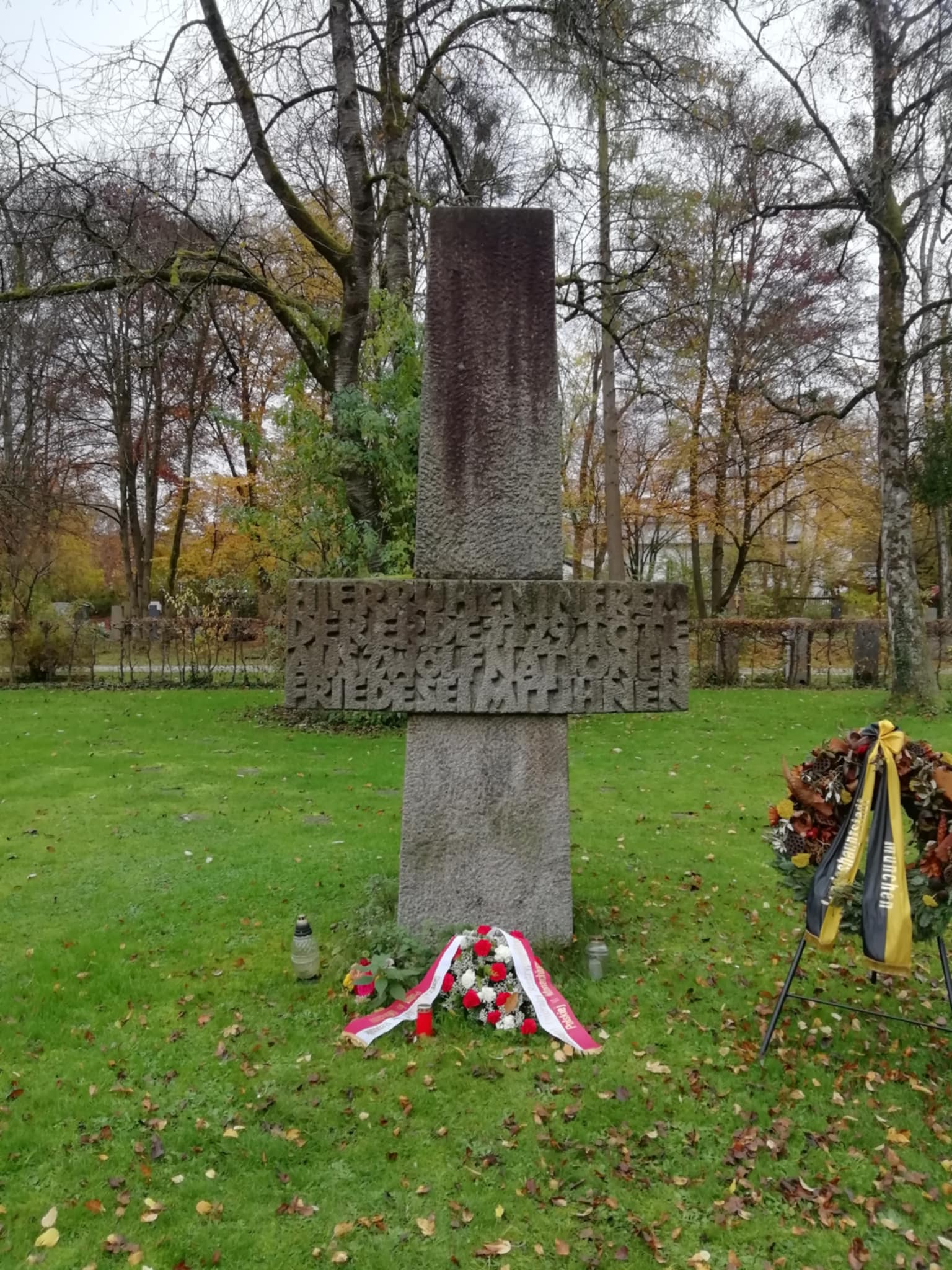
Hřbitov Perlacher Forst, Mnichov
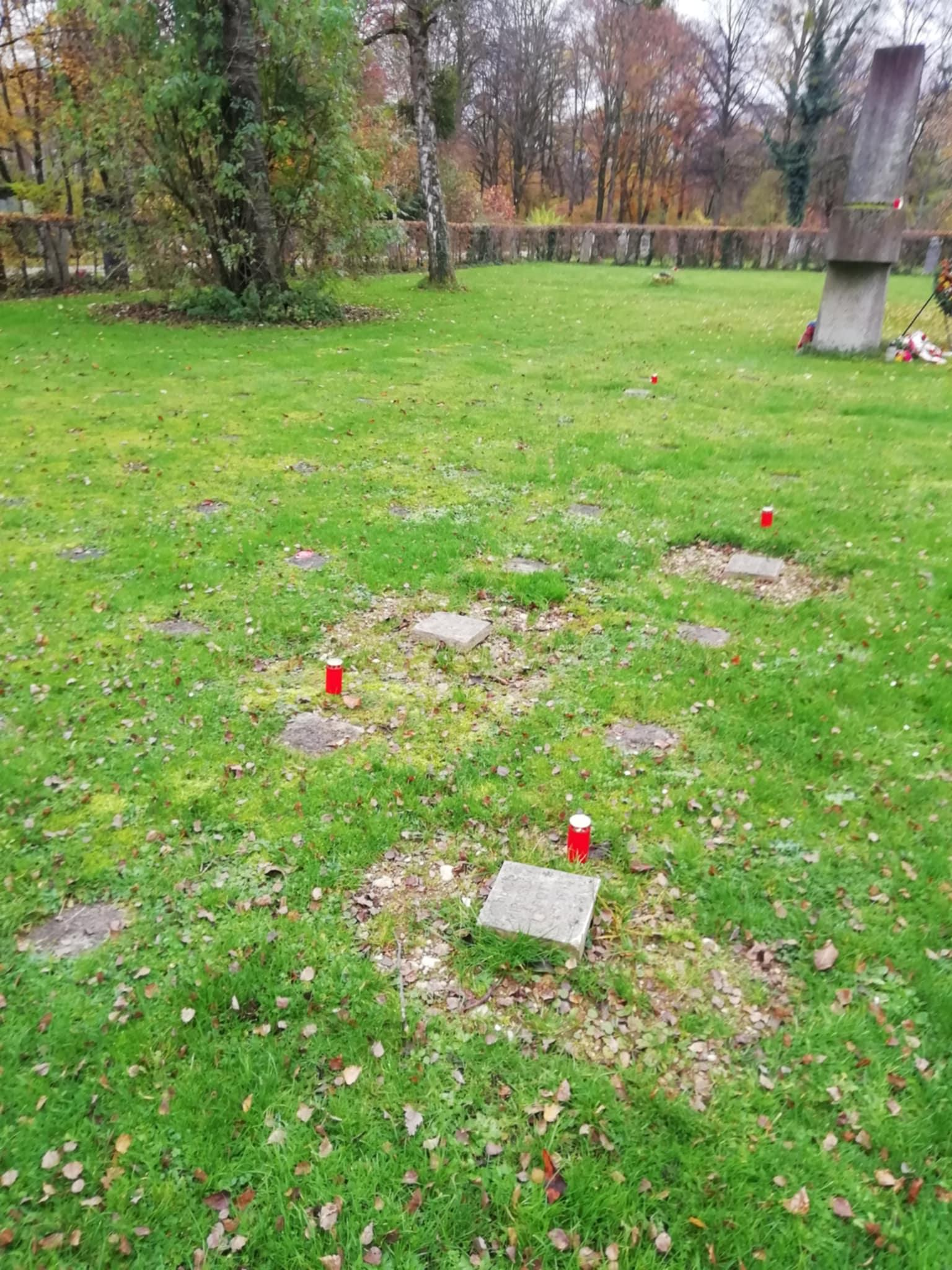
Hroby výsadků Iridium a Bronze, hřbitov Perlacher Forst, Mnichov
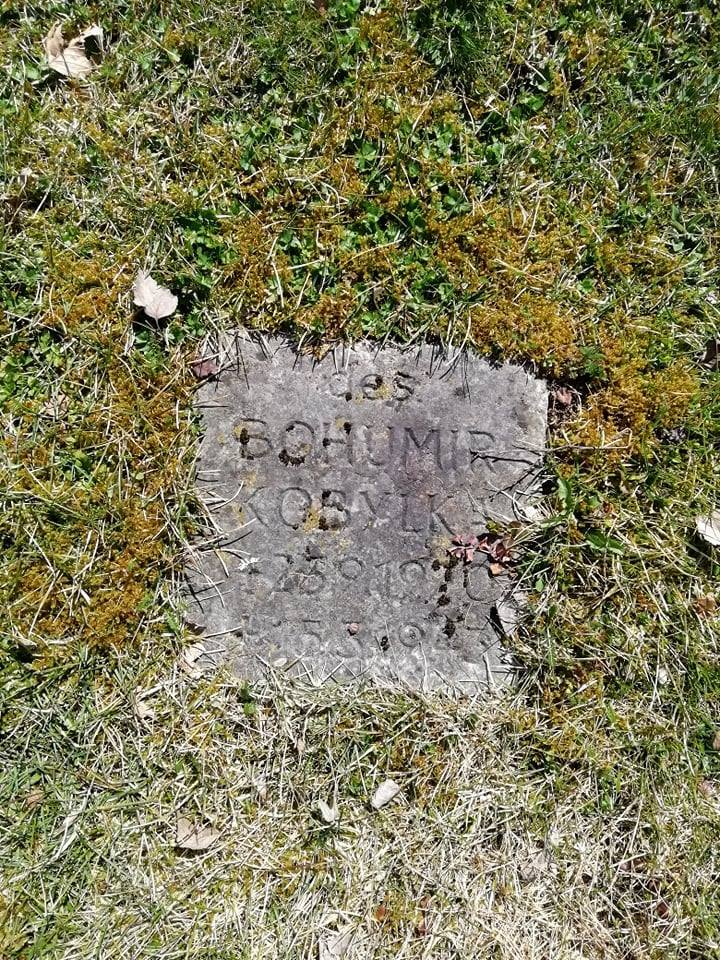
Hrob Bohumíra Kobylky na hřbitově Perlacher Forst
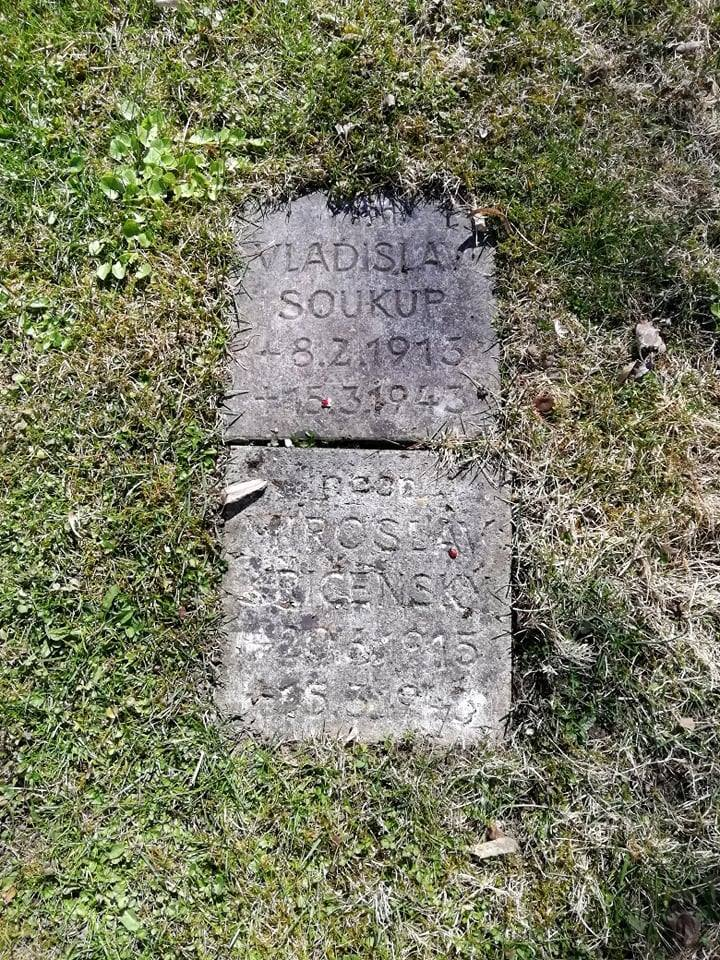
Hroby Vladislava Soukupa a Miroslava Křičenského na hřbitově Perlacher Forst
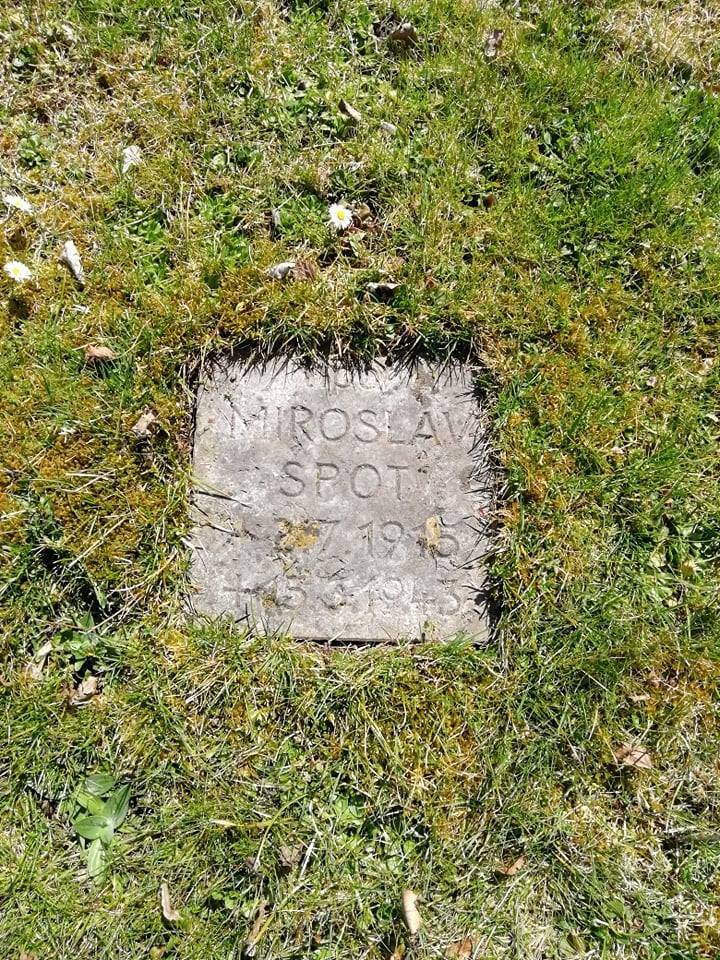
Hrob Miroslava Špota na hřbitově Perlacher Forst, Mnichov